# Joinville (Brazílie)
Joinville je město ve státě Santa Catarina na jihu Brazílie. Žije v něm 577 000 obyvatel (odhad z roku 2017) a je tak větší než hlavní město státu Florianópolis. Leží na řece Cachoeira nedaleko jejího ústí do zálivu Babitonga.
Město bylo založeno v roce 1851 a pojmenováno podle knížete z Joinville, manžela brazilské princezny Františky. Osídlili ho převážně přistěhovalci z Německa a Skandinávie, jejich vliv se projevuje množstvím hrázděných staveb i vysokým procentem protestantů mezi místním obyvatelstvem.
Joinville patří k nejbohatším brazilským městům a díky vyspělému textilnímu průmyslu bývá označováno za brazilský Manchester, vyrábějí se zde také automobily a bílá technika. Město má letiště, kulturní dům Centreventos Cau Hansen, zoologickou zahradu, bicyklové muzeum a muzeum imigrace, koná se zde festival květin a největší světový taneční festival Festival de Dança de Joinville. Sídlí zde fotbalový klub Joinville Esporte Clube.

## Partnerská města
- Čeng-čou, Čínská lidová republika
- Chesapeake, Virginie, Spojené státy americké
- Joinville-le-Pont, Francie
- Langenhagen, Německo
- Schaffhausen, Švýcarsko
- Spišská Nová Ves, Slovensko